# Ниагара АйсДогз
«Ниагара АйсДогз» (англ. Niagara IceDogs) — молодёжный хоккейный клуб, выступающий в Хоккейной лиге Онтарио (OHL), одной из трёх лиг, составляющих Канадскую хоккейную лигу (CHL). Расположен в городе Сент-Катаринс, провинция Онтарио, Канада.

## История
Первоначально команда играла в Миссиссоге и называлась «Миссиссога АйсДогз». В 2007 году команда переехала в Сент-Катаринс. 

## Достижения
- Финалист OHL : 2012, 2016;
- Победитель плей-офф Восточной Конференции (2): 2012, 2016;
- Победитель Центрального Дивизиона (2): 2011–12, 2018–19;